# Clypeaster prostratus
Clypeaster prostratus is een zee-egel uit de familie Clypeasteridae.
De wetenschappelijke naam van de soort werd in 1845 gepubliceerd door Edmund Ravenel als een nomen novum voor Scutella gibbosa Ravenel, 1845 non Scutella gibbosa Risso, 1826.